# Disley
Disley är en ort och civil parish i Storbritannien.   Den ligger i kommunen Cheshire East i riksdelen England, i den centrala delen av landet, 240 km nordväst om huvudstaden London. Disley ligger 191 meter över havet och antalet invånare är 3 159.
Terrängen runt Disley är kuperad österut, men västerut är den platt. Runt Disley är det ganska tätbefolkat, med 166 invånare per kvadratkilometer. Närmaste större samhälle är Manchester, 18,9 km nordväst om Disley. Trakten runt Disley består i huvudsak av gräsmarker.